# مينوبه تاتسوكيتشي
مينوبه تاتسوكيتشي (باليابانية:  美濃部達吉 مينوبه تاتسوكيتشي) (7 مايو 1873 - 23 مايو 1948) (مينوبه هو اسم الأسرة) كان سياسي ياباني ودارس للقانون الدستوري. كانت تفسيراته عن دور الملكية في فترة ماقبل الحرب في إمبراطورية اليابان كان مصدر للجدال في ظل السياسات الراديكالية اليابانية في ثلاثينات القرن العشرين.
كانت زوجته ابنة لدايروكو كيكوتشي عالم الرياضيات، وابنه ريوكيتشي مينوبه أصبح حاكماً لطوكيو.

## سيرة حياته
ولد تاتسوكيتشي في مدينة تاكاساغو، محافظة هيوغو لأب مختص بالطب الصيني، وتخرج من جامعة طوكيو عام 1897. توظف في الحكومة، وتم إيفاده لإكمال الدراسة في ألمانيا وفرنسا والمملكة المتحدة، ثم عاد إلى اليابان عام 1902 ليصبح أستاذا في جامعة طوكيو التي كانت تسمى جامعة طوكيو الإمبراطورية.

## أعمال وأفكار
نشر مينوبه كتاباً وضح فيه أن الإمبراطور هو جزء من النظام السياسي للحكم يخضع للدستور وليس قوة مقدسة فوق الدستور. وحذر مينوبه أن سيطرة الإمبراطور على القوة العسكرية يجب أن تكون محددة بحذر من قبل برلمان اليابان. ولكن بزيادة السلطة العسكرية في الثلاثينات من القرن العشرين أصبحت أفكار مينوبه موضع هجوم من قبل الضباط العسكريين والقوميين المتعصبين، وفي 1935 قاد البارون تاكيو كيكوتشي حملة لمطالبة رئيسي الوزراء كيسوكه أوكادا بمنع أعمال مينوبه. وفي 9 أبريل من ذات العام أقرت ثلاثة من أعمال مينوبه تاتسوكيتشي خارجة عن القانون، وأجبر على الاستقالة من البرلمان الياباني.

## بعد الحرب
بعد استسلام اليابان في الحرب العالمية الثانية، كان مينوبه ناشطاً كمستشار في إعداد دستور اليابان حتى وفاته عام 1948.

## روابط خارجية
- مينوبه تاتسوكيتشي على موقع الموسوعة البريطانية (الإنجليزية)